# Mornant
Mornant é uma comuna francesa na região administrativa de Auvérnia-Ródano-Alpes, no departamento de Ródano. Estende-se por uma área de 15,76 km². Em 2010 a comuna tinha 6 219 habitantes (densidade: 394,6 hab./km²).